# Liste der Thermalbäder in Kroatien
In Kroatien befinden sich zahlreiche traditionsreiche Kurorte und Thermalbäder.
Die Thermalquellen befinden sich größtenteils in der Pannonischen Tiefebene und im Nordwesten Kroatiens in der Region Zagorje.
Die bedeutendsten Heil- und Thermalbäder Kroatiens sind:
| Thermalbad oder Kurort | Nahegelegene Ortschaft(en)      | Region                                                     | Anmerkung | Link |
| ---------------------- | ------------------------------- | ---------------------------------------------------------- | --- | ---- |
| Bizovačke Toplice      | Bizovac und Valpovo             | Gespanschaft Osijek-Baranja, Ost-Slawonien                 | heißeste Sole Europas |      |
| Daruvarske Toplice     | Daruvar                         | Gespanschaft Bjelovar-Bilogora, West-Slawonien             | Wurde schon zur Zeit der Römer und auch von den Türken während ihrer Eroberungsfeldzüge genützt. |      |
| Istarske toplice       | Buzet und Motovun               | Istrien                                                    | Schon zur Zeit der Römer bekannt. |      |
| Therme Jezerčica       | Donja Stubica, Jezerčica        | Zagorje, Nordkroatien                                      | Nahe dem Naturpark Medvednica |      |
| Krapinske Toplice      | Krapina, Zabok, Marija Bistrica | Gespanschaft Krapina-Zagorje, Zagorje, Nordkroatien        | Das Wasser ist besonders reich an Kalzium und Magnesium. |      |
| Heilbad Naftalan       | Ivanić grad                     | Gespanschaft Zagreb, östlich von Zagreb                    | Einzigartig in Europa. Naphtalan, ein heilkräftiges Öl kommt sehr selten vor. Zweite Fundstelle in der Welt und die einzige Europas. Ein weiteres Heilmittel ist warmes Salzwasser, ein Residuum des Pannonischen Meeres. |      |
| Stubičke Toplice       | Stubica, Marija Bistrica        | Gespanschaft Krapina-Zagorje, Zagorje, Nordkroatien        | Die Wassertemperatur an der Quelle beträgt zwischen 43 und 69 °C. |      |
| Toplice Sveti Martin   | Sveti Martin na Muri            | Međimurje, Nordkroatien                                    | Wassertemperatur von 33 bis 34 °C an der Quelle. Gut besuchtes Wellnessziel Kroatiens. |      |
| Toplice Topusko        | Topusko                         | Gespanschaft Sisak-Moslavina, Banovina, südlich von Zagreb | Wird schon seit der Römerzeit genutzt. Wassertemperatur von 80 °C an der Quelle. |      |
| Tuheljske Toplice      | Krapina, Zabok, Marija Bistrica | Gespanschaft Krapina-Zagorje, Zagorje, Nordkroatien        | Gut besuchtes Wellnessziel Kroatiens |      |
| Varaždinske Toplice    | Varaždin                        | Gespanschaft Varaždin, Zagorje, Nordkroatien               | Ältestes Heil- und Kurbad in Kroatien. Wird schon seit der Römerzeit genutzt (Aquae Iasae). |      |